# Маймон, Александр Зискинд
Алекса́ндр Зи́скинд Маймо́н (настоящее имя Зи́скинд Мо́вшевич Ма́йман; 18 июля 1809, Сувалкская губерния — 12 июля 1887, Кельме, Ковенская губерния) ― литовский еврейский талмудист, писатель и общественный деятель.

## Биография
Родился 18 июля 1809 года в Серее в Сувалкской губернии. С юных лет писал комментарии к библейской духовной литературе, Мишне, Талмуду и Галахе. Публиковался в газете «Хамагид».  
Надгробная плита его дочери также называет его именем «Маймон Серейский». В 1872 году он упоминается как «Раввин Зискинд Майман» в Хамагиде среди прочих людей, которые пожертвовали денежные средства для помощи персидским евреям. 
В зрелом возрасте переехал в город Кельме, где начал писать свой главный труд под названием «Ковец маамариам ве'нианим шоним». Книга была опубликована его семьей в 1894 году уже после его смерти. Издание содержало множество перепечатанных статей и исследований, автором которых он был. В книге Берла Кагана « Еврейские города, деревни и селения в Литве» Александр Маймон характеризуется как «писатель, ученый, меценат и деловой человек». 
Жена — Роха Хацкелевна (Иоселевна) Майман, происходила из местечка Майкуны Россиенского уезда.
 Внук — Моисей Маймон, российский художник. 